# ÖHB-Cup 2016/17
Der ÖHB-Cup 2016/17 war die 30. Austragung des österreichischen Handballcupwettbewerbs der Herren. Im Finale gewann Handballclub Fivers Margareten gegen HSG Holding Graz den Pokal.

## Hauptrunden

### 1. Runde
An der 1. Runde nahmen vier Vertreter der Landesverbände teil. Heimmannschaft war immer die Erst gezogene. In der ersten Runde des Cups hatten alle Vereine der HLA und HBA sowie SK Keplinger-Traun und Union Handball Club Tulln ein Freilos.
| Datum, Uhrzeit           | Heimmannschaft                                     | Ergebnis         | Gastmannschaft                  |
| ------------------------ | -------------------------------------------------- | ---------------- | ------------------------------- |
| 22. Okt. 2016, 20:20 Uhr | UHC Graz (LL)                                      | 0 : 12 (0 : 0)   | WAT Atzgersdorf (LL)            |
| 26. Okt. 2016, 17:00 Uhr | Sparkasse Schwaz Handball Tirol 2 (LL) 4 Leitinger | 12 : 28 (5 : 12) | HC TECTUM Hohenems (LL) 9 Jenni |

### 2. Runde
An der 2. Runde nahmen 16 Klubs teil: Die zwei Aufsteiger in die HLA, alle Mannschaften der Handball Bundesliga Austria und die Sieger der 1. Runde. Zuerst wurden den Landesligisten Gegner zugelost, danach die restlichen Mannschaften, wobei die spielklassentieferen Vereine Heimrecht hatten. Wurden zwei gleichklassige Mannschaften gezogen, hatte die erst gezogene den Vorzug.
| Handball Liga Austria         | Handball Bundesliga Austria | Landesliga                                                                              |
| ----------------------------- | --- | --------------------------------------------------------------------------------------- |
| - SC kelag Ferlach - HC Bruck | - schalfraum.at KÄRNTEN - ATV TDE Group Trofaiach - UHC Erste Bank Hollabrunn - HSG Raiffeisen Bärnbach/Köflach - HBA Fivers WAT Margareten - HSG Holding Graz - medalp Handball Tirol - SU Falkensteiner Katschberg – St. Pölten - HIB Handball Graz - Vöslauer HC | - Union Handball Club Tulln - WAT Atzgersdorf - SK Keplinger-Traun - HC TECTUM Hohenems |

| Datum, Uhrzeit           | Heimmannschaft                                                     | Ergebnis          | Gastmannschaft                                         |
| ------------------------ | ------------------------------------------------------------------ | ----------------- | ------------------------------------------------------ |
| 11. Nov. 2016, 19:00 Uhr | schalfraum.at KÄRNTEN (2L) 10 Wagner                               | 31 : 35 (16 : 19) | ATV TDE Group Trofaiach (2L) 8 Tremmel                 |
| 12. Nov. 2016, 16:00 Uhr | UHC Erste Bank Hollabrunn (2L) 4 Ivanović                          | 20 : 32 (11 : 12) | HSG Raiffeisen Bärnbach/Köflach (2L) 8 Hallmann        |
| 12. Nov. 2016, 18:00 Uhr | HBA Fivers WAT Margareten (2L) 4 Nicolussi, Mikic, Schuh, Vuckovic | 25 : 32 (10 : 22) | HSG Holding Graz (2L) 14 Borovnik                      |
| 12. Nov. 2016, 18:30 Uhr | Union Handball Club Tulln (LL) 10 Fischer                          | 29 : 20 (13 : 10) | medalp Handball Tirol (2L) 5 Hechenblaikner            |
| 13. Nov. 2016, 16:00 Uhr | WAT Atzgersdorf (LL) 9 Dobias Fl.                                  | 38 : 33 (18 : 16) | SC kelag Ferlach (1L) 7 Malovic                        |
| 13. Nov. 2016, 16:00 Uhr | SK Keplinger-Traun (LL) 7 Holzinger, Sismanovic                    | 31 : 25 (13 : 12) | HC Bruck (1L) 8 Breg                                   |
| 13. Nov. 2016, 17:00 Uhr | HC TECTUM Hohenems (LL) 8 Daugirdas                                | 31 : 21 (18 : 8)  | SU Falkensteiner Katschberg – St. Pölten (2L) 5 Posset |
| 13. Nov. 2016, 17:30 Uhr | HIB Handball Graz (2L) 10 Albek                                    | 27 : 20 (11 : 8)  | Vöslauer HC (2L) 5 Pesic                               |

### Achtelfinale
Am Achtelfinale nahmen 16 Klubs teil: Acht Teams der HLA, vier Mannschaften der Handball Bundesliga Austria und vier Landesligisten. Es hatten immer die spielklassentieferen Vereine Heimrecht, wurden zwei gleichklassige Mannschaften gezogen, hatte die erst gezogene den Vorzug.
| Handball Liga Austria | Handball Bundesliga Austria                                                                        | Landesliga                                                                              |
| --- | -------------------------------------------------------------------------------------------------- | --------------------------------------------------------------------------------------- |
| - Union Juri Leoben - SG Handball West Wien - Moser Medical UHK Krems - Alpla HC Hard - Bregenz Handball - HC Linz AG - Handballclub Fivers Margareten - Sparkasse Schwaz Handball Tirol | - HSG Holding Graz - ATV TDE Group Trofaiach - HSG Raiffeisen Bärnbach/Köflach - HIB Handball Graz | - Union Handball Club Tulln - WAT Atzgersdorf - HC TECTUM Hohenems - SK Keplinger-Traun |

| Datum, Uhrzeit           | Heimmannschaft                                      | Ergebnis          | Gastmannschaft                                |
| ------------------------ | --------------------------------------------------- | ----------------- | --------------------------------------------- |
| 30. Nov. 2016, 18:45 Uhr | HSG Holding Graz (2L) 7 Pajovič                     | 27 : 24 (15 : 9)  | ATV TDE Group Trofaiach (2L) 5 Maretic        |
| 4. Dez. 2016, 17:45 Uhr  | SK Keplinger-Traun (LL) 6 Holzinger                 | 19 : 30 (10 : 12) | HC Linz AG (1L) 7 Ascherbauer                 |
| 12. Dez. 2016, 19:00 Uhr | HC TECTUM Hohenems (LL) 9 Jenni                     | 30 : 31 (13 : 10) | HIB Handball Graz (2L) 8 Merzihic             |
| 13. Dez. 2016, 19:00 Uhr | SG Handball West Wien (1L) 7 Seitz                  | 40 : 25 (18 : 11) | Moser Medical UHK Krems (1L) 7 Simek          |
| 13. Dez. 2016, 20:00 Uhr | Handballclub Fivers Margareten (1L) 5 Martinović M. | 29 : 22 (15 : 9)  | Sparkasse Schwaz Handball Tirol (1L) 7 Djukic |
| 15. Dez. 2016, 19:00 Uhr | WAT Atzgersdorf (LL) 9 Haunold                      | 31 : 27 (18 : 15) | HSG Raiffeisen Bärnbach/Köflach (2L) 8 Cancar |
| 18. Dez. 2016, 16:00 Uhr | Alpla HC Hard (1L) 8 Tanasković                     | 29 : 23 (13 : 15) | Bregenz Handball (1L) 9 Beljanski             |
| 20. Dez. 2016, 19:30 Uhr | Union Handball Club Tulln (LL) 8 Fischer            | 29 : 22 (12 : 9)  | Union Juri Leoben (1L) 6 Jandl                |

### Viertelfinale
Am Viertelfinale nahmen 8 Klubs teil: Sechs Teams der HLA, eine Mannschaft der Handball Bundesliga Austria und ein Regionalligist. Es hatte immer die spielklassentieferen Vereine Heimrecht; wurden zwei gleichklassige Mannschaften gezogen, hatte die erst gezogene den Vorzug.
| Handball Liga Austria                                                                 | Handball Bundesliga Austria            | Landesliga                                    |
| ------------------------------------------------------------------------------------- | -------------------------------------- | --------------------------------------------- |
| - HC Linz AG - SG Handball West Wien - Handballclub Fivers Margareten - Alpla HC Hard | - HSG Holding Graz - HIB Handball Graz | - WAT Atzgersdorf - Union Handball Club Tulln |

| Datum, Uhrzeit          | Heimmannschaft                                          | Ergebnis                  | Gastmannschaft                                     |
| ----------------------- | ------------------------------------------------------- | ------------------------- | -------------------------------------------------- |
| 4. Feb. 2017, 19:00 Uhr | WAT Atzgersdorf (LL) 11 Haunold, Durajka                | 37 : 43 (18, 35 : 23, 35) | HSG Holding Graz (2L) 9 Pajovič                    |
| 5. Feb. 2017, 16:30 Uhr | Alpla HC Hard (1L) 7 Schlinger                          | 26 : 24 (13 : 16)         | SG Handball West Wien (1L) 6 Frimmel               |
| 5. Feb. 2017, 17:00 Uhr | Union Handball Club Tulln (LL) 5 Vizvary                | 20 : 28 (10 : 16)         | Handballclub Fivers Margareten (1L) 4 Žiūra, Riede |
| 5. Feb. 2017, 18:00 Uhr | HIB Handball Graz (2L) 5 Merzihic, Zangl, Moritz, Albek | 34 : 35 (18, 28 : 16, 28) | HC Linz AG (1L) 7 Lehner, Kainmüller, Ascherbauer  |

## Finalrunden
Die Endrunde, das Final Four, fand in der ASKÖ Halle Graz Eggenberg am 14. und 15. April 2017 statt.

### Halbfinale
Für das Halbfinale waren folgende Mannschaften qualifiziert:
| Handball Liga Austria                                         | Handball Bundesliga Austria |
| ------------------------------------------------------------- | --------------------------- |
| - HC Linz AG - Handballclub Fivers Margareten - Alpla HC Hard | - HSG Graz                  |

Die Spiele der Halbfinals fanden am 23. April 2017 statt. Der Gewinner jeder Partie zog in das Finale des ÖHB-Cups 2016/17 ein.
| Alpla HC Hard | Alpla HC Hard    | Alpla HC Hard | Alpla HC Hard | Alpla HC Hard | 29 (12) | -  | 30 (16) | Handballclub Fivers Margareten | Handballclub Fivers Margareten | Handballclub Fivers Margareten | Handballclub Fivers Margareten | Handballclub Fivers Margareten |
| ------------- | ---------------- | ------------- | ------------- | ------------- | ------- | -- | ------- | ------------------------------ | ------------------------------ | ------------------------------ | ------------------------------ | ------------------------------ |
| Rückennummer  | Spieler          | Gelbe Karte   |               | Rote Karte    | Tore    |    | Tore    | Gelbe Karte                    |                                | Rote Karte                     | Spieler                        | Rückennummer                   |
| 1             | Thomas Hurich    |               |               |               | 0       | 5  |         |                                |                                | Ivan Martinović                | 5                              |                                |
| 3             | Lukas Herburger  | 1             |               |               | 2       | 0  |         |                                |                                | Mathias Nikolic                | 15                             |                                |
| 6             | Dominik Schmid   |               |               |               | 4       | 1  |         |                                |                                | Lukas Müller                   | 45                             |                                |
| 7             | Luca Raschle     |               | 1             |               | 5       | 1  | 1       |                                |                                | Vincent Schweiger              | 50                             |                                |
| 9             | Boris Zivkovic   |               |               |               | 2       | 0  |         |                                |                                | Boris Tanic                    | 52                             |                                |
| 10            | Frederic Wüstner |               | 1             |               | 0       | 0  |         | 1                              |                                | Henry Stummer                  | 53                             |                                |
| 13            | Marko Tanasković |               |               |               | 6       | 11 |         | 1                              |                                | Vytautas Žiūra                 | 54                             |                                |
| 16            | Michael Pouget   |               |               |               | 0       | 1  |         |                                |                                | Marin Martinovic               | 55                             |                                |
| 20            | Roland Schlinger |               |               |               | 6       | 0  |         |                                |                                | Kristian Pilipovic             | 56                             |                                |
| 21            | Michael Knauth   | 1             |               |               | 0       | 1  |         |                                |                                | Herbert Jonas                  | 57                             |                                |
| 22            | Marcel Zech      |               |               |               | 0       | 0  |         |                                |                                | Stefan Jovanovic               | 58                             |                                |
| 24            | Daniel Dicker    |               |               |               | 0       | 3  | 1       | 1                              |                                | Markus Kolar                   | 59                             |                                |
| 25            | Mathias Maier    |               |               |               | 0       | 3  |         |                                |                                | Nikola Aljetic                 | 65                             |                                |
| 28            | Gerald Zeiner    | 1             | 1             |               | 2       | 0  |         |                                |                                | Max Riede                      | 75                             |                                |
| 32            | Golub Doknić     |               |               |               | 0       | 2  |         |                                |                                | David Brandfellner             | 85                             |                                |
| 35            | Domagoj Surać    |               | 1             |               | 2       | 2  | 2       |                                |                                | Thomas Seidl                   | 95                             |                                |
| Trainer       | Petr Hrachovec   |               |               |               |         |    |         |                                |                                | Peter Eckl                     | Trainer                        |                                |

| HSG Holding Graz | HSG Holding Graz      | HSG Holding Graz | HSG Holding Graz | HSG Holding Graz | 30 (14) | - | 26 (10) | HC Linz AG  | HC Linz AG | HC Linz AG          | HC Linz AG | HC Linz AG   |
| ---------------- | --------------------- | ---------------- | ---------------- | ---------------- | ------- | - | ------- | ----------- | ---------- | ------------------- | ---------- | ------------ |
| Rückennummer     | Spieler               | Gelbe Karte      |                  | Rote Karte       | Tore    |   | Tore    | Gelbe Karte |            | Rote Karte          | Spieler    | Rückennummer |
| 4                | Alen Melnjak          |                  | 1                |                  | 4       | 0 |         |             |            | Nenad Mijailovic    | 1          |              |
| 5                | Florian Prettenthaler |                  |                  |                  | 0       | 0 |         |             |            | Lukas Ecker         | 2          |              |
| 9                | Markus Schalk         |                  |                  |                  | 0       | 3 |         |             |            | Stefan Lehner       | 3          |              |
| 10               | Goran Pajcic          |                  |                  |                  | 0       | 0 |         |             |            | Florian Reisinger   | 4          |              |
| 12               | Thomas Eichberger     |                  |                  |                  | 1       | 3 |         | 2           |            | Julius Hoflehner    | 5          |              |
| 15               | Maximilian Maier      |                  |                  |                  | 0       | 8 |         |             |            | Christian Kislinger | 7          |              |
| 18               | Florian Spendier      |                  |                  |                  | 4       | 0 |         |             |            | Philipp Preinfalk   | 8          |              |
| 19               | Filip Ivanjko         |                  |                  |                  | 1       | 0 |         |             | 1          | Antonio Juric       | 9          |              |
| 22               | Aleš Pajovič          |                  | 1                |                  | 5       | 1 |         |             |            | Klemens Kainmüller  | 10         |              |
| 24               | Dennis Uttler         |                  |                  |                  | 0       | 0 |         |             |            | Thomas Spörk        | 12         |              |
| 25               | Matjaz Borovnik       | 1                |                  | 1                | 7       | 2 | 1       |             |            | Gojko Vuckovic      | 15         |              |
| 26               | Matthias Kuchling     |                  |                  |                  | 0       | 1 |         |             |            | Dominik Ascherbauer | 17         |              |
| 29               | Lukas Schweighofer    | 1                |                  |                  | 4       | 0 |         |             |            | Patrick Fuchs       | 24         |              |
| 51               | Otmar Pusterhofer     |                  |                  |                  | 4       | 3 | 1       | 1           |            | Luka Kikanović      | 77         |              |
| 66               | Ramon Raschid         |                  | 1                |                  | 0       | 5 |         |             |            | Alen Bajgoric       | 94         |              |
| 92               | David Weinhappl       |                  |                  |                  | 0       | 0 |         |             |            | Dominik Maric       | 96         |              |
| Trainer          | Aleš Pajovič          |                  |                  |                  |         |   |         |             |            | Manuel Gierlinger   | Trainer    |              |

Schiedsrichter: Christoph Hurich & Denis Bolic

### Finale
Das Finale fand am 15. April 2017 statt. Der Gewinner der Partie ist Sieger des ÖHB-Cups 2016/17.
| Handballclub Fivers Margareten | Handballclub Fivers Margareten | Handballclub Fivers Margareten | Handballclub Fivers Margareten | Handballclub Fivers Margareten | 30 (14) | - | 26 (10) | HSG Holding Graz | HSG Holding Graz | HSG Holding Graz      | HSG Holding Graz | HSG Holding Graz |
| ------------------------------ | ------------------------------ | ------------------------------ | ------------------------------ | ------------------------------ | ------- | - | ------- | ---------------- | ---------------- | --------------------- | ---------------- | ---------------- |
| Rückennummer                   | Spieler                        | Gelbe Karte                    |                                | Rote Karte                     | Tore    |   | Tore    | Gelbe Karte      |                  | Rote Karte            | Spieler          | Rückennummer     |
| 5                              | Ivan Martinović                |                                |                                |                                | 2       | 3 |         |                  |                  | Alen Melnjak          | 4                |                  |
| 15                             | Mathias Nikolic                | 1                              | 1                              |                                | 3       | 0 |         |                  |                  | Florian Prettenthaler | 5                |                  |
| 25                             | Valentin Buchner               |                                |                                |                                | 0       | 0 |         |                  |                  | Markus Schalk         | 9                |                  |
| 45                             | Lukas Müller                   |                                |                                |                                | 0       | 0 |         |                  |                  | Goran Pajcic          | 10               |                  |
| 52                             | Boris Tanic                    |                                |                                |                                | 0       | 0 |         |                  |                  | Thomas Eichberger     | 12               |                  |
| 53                             | Henry Stummer                  |                                |                                |                                | 2       | 4 |         |                  |                  | Maximilian Maier      | 15               |                  |
| 54                             | Vytautas Žiūra                 |                                |                                |                                | 4       | 4 |         |                  |                  | Florian Spendier      | 18               |                  |
| 55                             | Marin Martinovic               |                                |                                |                                | 0       | 1 |         |                  |                  | Filip Ivanjko         | 19               |                  |
| 56                             | Kristian Pilipovic             |                                |                                |                                | 0       | 1 |         |                  |                  | Aleš Pajovič          | 22               |                  |
| 57                             | Herbert Jonas                  |                                |                                |                                | 2       | 0 |         |                  |                  | Dennis Uttler         | 24               |                  |
| 58                             | Stefan Jovanovic               |                                | 1                              |                                | 0       | 4 | 1       |                  |                  | Matjaz Borovnik       | 25               |                  |
| 59                             | Markus Kolar                   | 1                              | 1                              |                                | 3       | 0 |         |                  |                  | Matthias Kuchling     | 26               |                  |
| 65                             | Nikola Aljetic                 |                                |                                |                                | 1       | 4 | 1       |                  |                  | Lukas Schweighofer    | 29               |                  |
| 75                             | Max Riede                      |                                |                                |                                | 1       | 0 |         | 1                |                  | Otmar Pusterhofer     | 51               |                  |
| 85                             | David Brandfellner             |                                |                                |                                | 7       | 0 |         |                  |                  | Ramon Raschid         | 66               |                  |
| 95                             | Thomas Seidl                   | 1                              | 2                              |                                | 2       | 0 |         |                  |                  | David Weinhappl       | 92               |                  |
| Trainer                        | Peter Eckl                     |                                |                                |                                |         |   |         |                  |                  | Aleš Pajovič          | Trainer          |                  |

Schiedsrichter: Radojko Brkić & Andrei Jusufhodžić